# Dabouyo
Dabouyo este o comună din departamentul Guéyo, regiunea Bas-Sassandra, Coasta de Fildeș.